# Undeciljard
Undeciljard är talet 1069 i tiopotensnotation, och kan skrivas med en etta följt av 69 nollor, alltså
1 000 000 000 000 000 000 000 000 000 000 000 000 000 000 000 000 000 000 000 000 000 000 000.
Ordet undeciljard kommer från det latinska prefixet undeca- (elva) och med ändelse från miljard.
En undeciljard är lika med en miljon deciljarder eller en miljondel av en duodeciljard.
En undeciljarddel är 10−69 i tiopotensnotation.